# میچل یواخیم
میچل یواخیم (انگلیسی: Mitchell Joachim؛ زادهٔ ۳ فوریهٔ ۱۹۷۲) دانشمند در زمینه طراحی شهری و معماری اهل ایالات متحده آمریکا است.